# Idarnes jimenezi
Idarnes jimenezi is een vliesvleugelig insect uit de familie Torymidae. De wetenschappelijke naam is voor het eerst geldig gepubliceerd in 1975 door Gordh.